# Osiedle Adama
Osiedle Adama – osiedle mieszkaniowe w Katowicach, położone na terenie dzielnicy Giszowiec, na południe od zabytkowego osiedla patronackiego. Zostało ono wybudowane w latach 80. XX wieku w związku z budową kopalni węgla kamiennego „Staszic”. Wcześniej, bo w II połowie XIX wieku na tym terenie funkcjonowała kopalnia „Pepita”, a także znajdowało się odbudowane po II wojnie światowej lodowisko. Osiedle w 2007 roku liczyło około 2,9 tysięcy mieszkańców.

## Historia

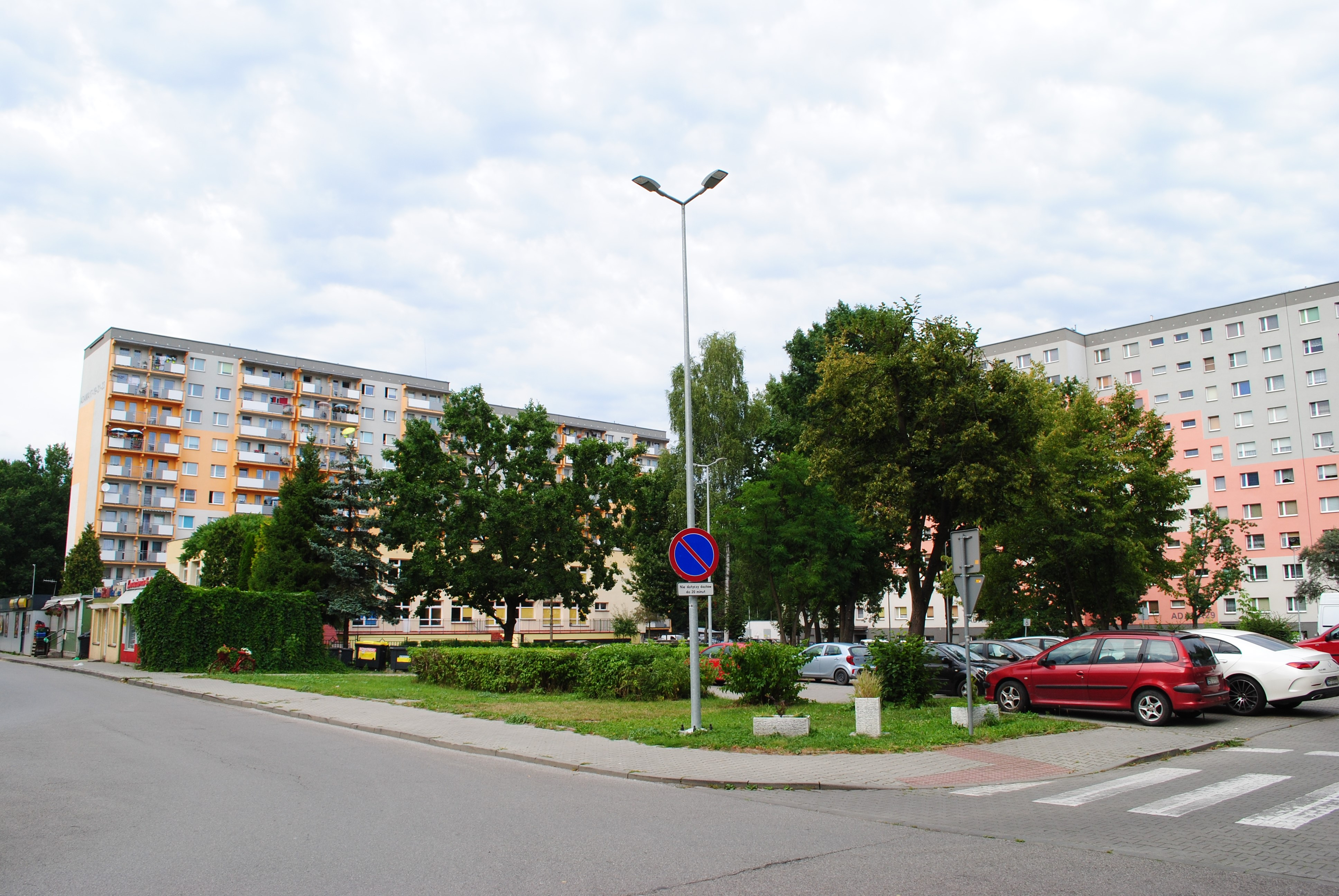
Centralna część osiedla Adama

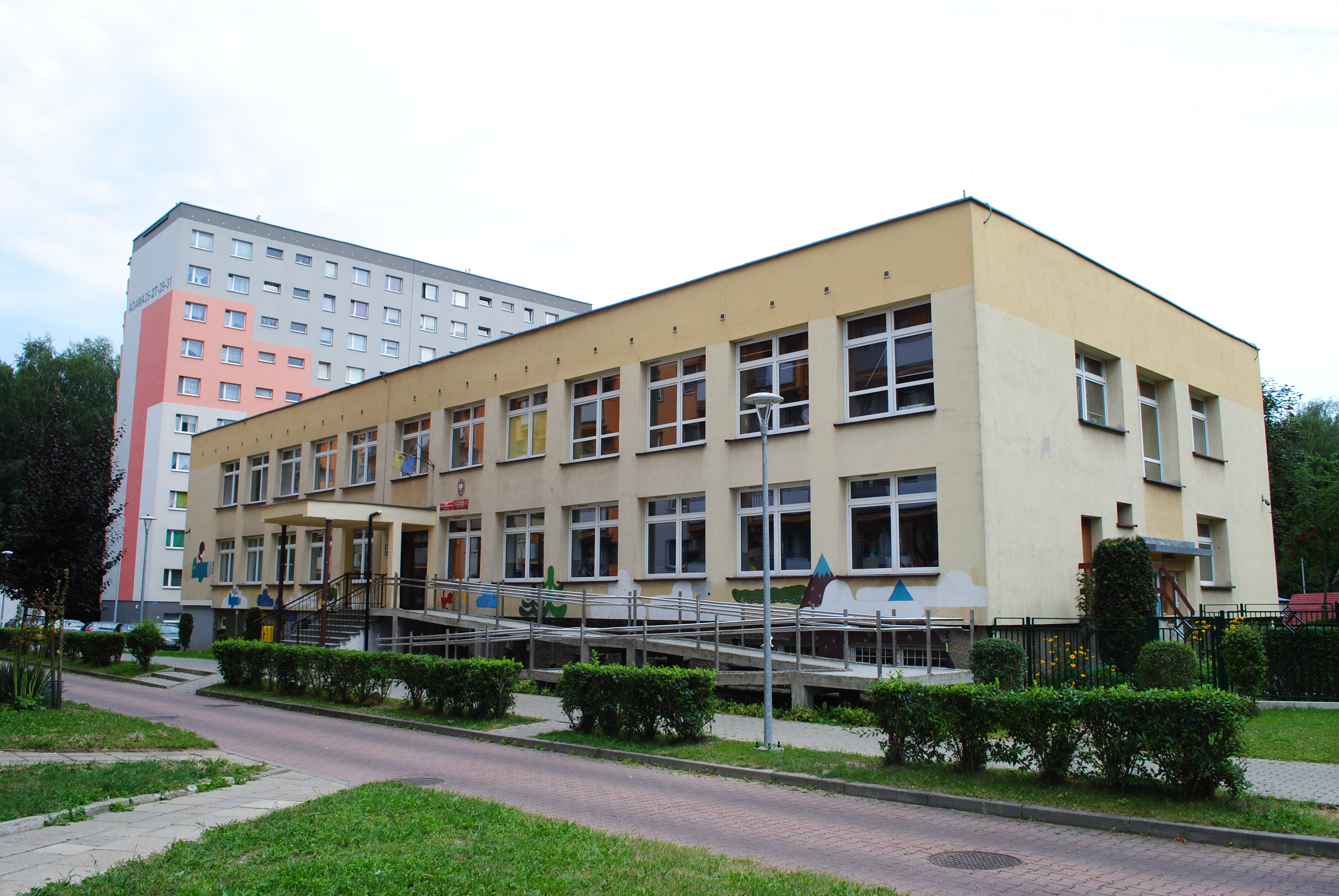
Siedziba Miejskiego Przedszkola nr 91 z Oddziałami Integracyjnymi

Początki działalności w rejonie osiedla Adama związane są z kopalnią „Pepita”, w której wydobywano węgiel kamienny. Znajdowała się w rejonie obecnej ulicy Adama. Została ona nadana 26 września 1855 roku, natomiast nie wiadomo, do kiedy prowadzono w niej wydobycie. Na północ od osiedla Adama, w latach 1907–1910 powstało osiedle patronackie Giszowiec, wybudowane z inicjatywy ówczesnego dyrektora generalnego spółki Georg von Giesches Erben – Antona Uthemanna.
Na mapie z około 1921 roku, w północno-zachodniej części przyszłego osiedla, znajdowała się wozownia, do której docierało odgałęzienie linii kolei wąskotorowej. W latach 50 XX wieku w centralnej części przyszłego osiedla znajdowało się lodowisko. Lodowisko te po II wojnie światowej zostało odbudowane przez klub sportowy RKS Siła Giszowiec. Drużyna hokejowa Siły w 1946 roku została mistrzem Śląska i zdobyła trzecie miejsce w mistrzostwach Polski.
Rozwój budownictwa mieszkaniowego w rejonie Giszowca, w tym osiedla Adama, związane jest z uruchomioną 20 lipca 1964 roku kopalnią węgla kamiennego „Staszic”. Wzrost liczby pracowników spowodował konieczność budowy nowego osiedla, dlatego zdecydowano o wyburzeniu zabytkowego osiedla Giszowiec, uratowane od całkowitej likwidacji w jednej trzeciej. Pierwsze bloki na osiedlu Adama, które były budowane poza terenem zabytkowego osiedla, powstały w 1980 roku. Przy ich budowie nie przyjęto zaleceń konserwatorskich, które wskazywało, by przy nowej zabudowie uwzględnić sąsiedztwo starych domów pod względem gabarytów zabudowy, a także by zachować istniejącą sieć ulic. W połowie lat 80 XX wieku powstały bloki przy ulicy Adama 3, 5, 7, 9, 11, 13 i 15. Z lat 80. XX wieku pochodzi znaczna większość domów jednorodzinnych znajdujących się po zachodniej stronie ulicy. Adama, a także północny pawilon w środkowej części osiedla. W 1985 roku oddano do użytku przedszkole nr 91 na osiedlu, a w latach 2000–2003 pawilony przy ulicy Adama 1–1b.
Na początku XXI wieku problemem osiedla Adama była rywalizacja pseudokibiców zwaśnionych klubów sportowych – GKS Katowice oraz KS Ruch Chorzów. Celem rozwiązania problemu a także by zapobiec dalszym aktom wandalizmu, mieszkańcy zgłosili do budżetu obywatelskiego projekt zakładający budowę monitoringu na osiedlu. Po wygraniu w głosowaniu, na początku sierpnia 2016 roku miasto Katowice ogłosiło przetarg na montaż pięciu kamer miejskiego monitoringu w rejonie ulicy Adama. Prace nad ich instalacją wykonano do końca roku. 2 października 2019 roku ogłoszono przetarg na przebudowę i rozbudowę oświetlenia ulicznego na osiedlu Adama, które również zostało zrealizowane w ramach budżetu obywatelskiego.

## Charakterystyka

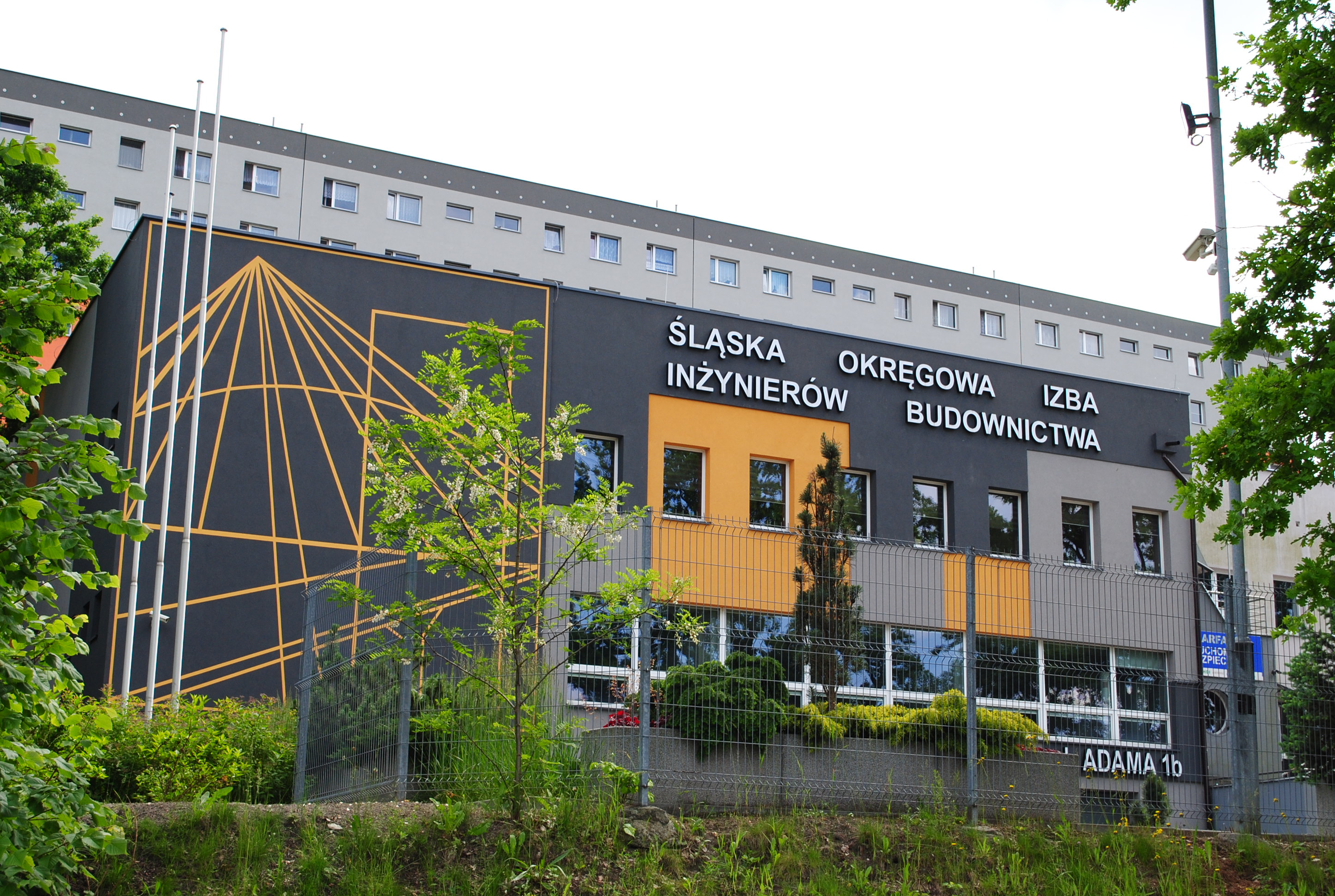
Siedziba Śląskiej Okręgowej Izby Inżynierów Budownictwa

Osiedle Adama znajduje się w południowej części dzielnicy Giszowiec, wzdłuż ulicy Adama. Ulica ta krzyżuje się na północy z ulicą Górniczego Stanu oraz ulicą Przyjazną. Na południu łączy osiedle z dzielnicą Wesoła w Mysłowicach. Jest do droga klasy lokalnej. Najbliższy przystanek autobusowy zlokalizowany jest na ulicy Przyjaznej i ulicy Górniczego Stanu – Giszowiec Przyjemna, z którego odjeżdżają autobusy na zlecenie Zarządu Transportu Metropolitalnego. W listopadzie 2020 roku odjeżdżało z niego 8 linii autobusowych ze stanowiska 1, z drugiego stanowiska 9. Łączyły one osiedle Adama z większością dzielnic Katowic, a także z sąsiednimi miastami, w tym z Mikołowem, Mysłowicami i Siemianowicami Śląskimi.
Budynki na osiedlu Adama są w zarządzie Administracji Staszic, będącej częścią Śląsko-Dąbrowskiej Spółki Mieszkaniowej. Osiedle to w skali całych Katowic charakteryzuje się największą intensywnością zabudowy.
Na osiedlu, przy ulicy Adama 1b zlokalizowane jest Biuro Śląskiej Okręgowej Izby Inżynierów Budownictwa, a przy ulicy Adama 33 zlokalizowane jest Miejskie Przedszkole nr 91 z Oddziałami Integracyjnymi przy Zespole Szkolno-Przedszkolnym nr 13 w Katowicach. Poza tym zlokalizowane są tu przedsiębiorstwa różnego typu, w tym sklepy spożywcze czy oddział PKO Banku Polskiego. Wierni rzymskokatoliccy są zrzeszeni w parafii św. Stanisława Kostki.